# 稚内ブルース
『稚内ブルース』（わっかないブルース）は、1971年（昭和46年）7月に、日本のバンド原みつるとシャネル・ファイブがリリースしたシングルである。同バンドのデビューシングルである。リーダーの「原みつる」は、のちにソロデビューする平田満である。

## 略歴・概要
1968年（昭和43年）、木立じゅんでデビューシングル『484のブルース』（テイチクレコード、現テイチクエンタテインメント）に楽曲提供し、1969年（昭和44年）、「原みつる」の芸名で「原みつるとエリートメン」としてシングル『ここは東京六本木』で日本コロムビアからレコードデビューした平田満が、キングレコードに移籍しての新バンド「原みつるとシャネル・ファイブ」のデビューシングルである。リリースナンバーはBS-1390である。
表題曲『稚内ブルース』の作詞・作曲は、矢吹健のヒット曲『あなたのブルース』（1968年）の藤本卓也、カップリング曲の『昭和女の子守唄』は、おなじく矢吹健の『うしろ姿』（1969年）やのちに五木ひろしの『待っている女』（1972年）をヒットさせる、作詞家山口洋子と作曲家藤本のコンビである。編曲には、大津美子のシングル『優雅なる求愛』や榎本美佐江のシングル『浜木綿小唄』（1971年）の作曲家船木謙一を迎えた。
ジャケット表面に「ダイナミック演法第1弾!!」と銘打った本シングルを皮切りに、「原みつるとシャネル・ファイブ」は、1975年（昭和50年）までに5枚のシングルと、オムニバス企画盤、ライヴ盤を含めた3枚のアルバムをリリースする。
現在、表題曲の『稚内ブルース』のみが、CD音源化されている。

### 備考
- 小宮あけみが1968年9月にリリースしたシングルのカヴァー楽曲である（テイチク・UNION US-597-J）。
- 鳥羽一郎が1988年1月にリリースしたシングル「稚内ブルース」は、同名異曲である。

## 収録曲
1. 稚内ブルース
  - 作詞・作曲藤本卓也、編曲船木謙一
2. 昭和女の子守唄
  - 作詞山口洋子、作曲藤本卓也、編曲船木謙一

出版権 エー・ビー・シーメディアコム

## 関連事項
- 1971年の音楽
- 原みつるとエリートメン
- 幸斉たけし

## 註
1. 1 2 3  原みつるとシャネル・ファイブのシングル『稚内ブルース』（1971年発売、キングレコード）のジャケットおよび盤面の記述を参照。
2. ↑  #外部リンク内のYahoo! ミュージック「幻の名盤解放歌集」リンク先の記述を参照。